# Posąg Coatlicue
Posąg Coatlicue – aztecka rzeźba przedstawiająca prawdopodobnie boginię Coatlicue, znajdująca się obecnie w zbiorach Narodowego Muzeum Antropologicznego w Meksyku. Jest to największa zachowana rzeźba aztecka i jedna z najlepiej znanych na świecie (obok tzw. kamienia Słońca). Posąg wykonany jest z andezytu i mierzy 2,52 metra wysokości.
Posąg został odkopany 13 sierpnia 1790 roku na Zócalo, głównym placu Meksyku, obok Katedry Metropolitalnej. 17 grudnia tego samego roku w pobliżu odkryto także zabytek znany jako Kamień Słońca, zaś rok później Kamień Tizoca. Rzeźba najprawdopodobniej stanowiła pierwotnie część dekoracji tzw. Templo Mayor, głównej świątyni azteckiej stolicy Tenochtitlán. Prawdopodobnie tworzyła jedną grupę rzeźbiarską z innymi posągami tych samych rozmiarów, w tym ze znalezionym w pobliżu niemal identycznym posągiem Yolotlicue, przedstawiającym tę samą postać, jednak ubraną w spódnicę z ludzkich serc. W meksykańskich muzeach znajduje się także kilka fragmentów zniszczonych posągów, które wskazują na to, że być może oryginalnie rzeźb było trzy lub nawet pięć.
Datowana na okres między 1487 a 1520 rokiem rzeźba przedstawia zdekapitowaną postać kobiecą. Odziana jest ona w spódnicę ze splecionych grzechotników, na szyi natomiast ma zawieszony naszyjnik z ludzkich serc i dłoni, zakończony czaszką. Z szyi wyrastają jej dwa węże, tworzące w miejscu uciętej głowy swego rodzaju maskę.

## Tożsamość przedstawionej postaci
Tożsamość przedstawionej postaci nie jest jednoznacznie potwierdzona. W 1792 Antonio León y Gama zidentyfikował przedstawioną postać jako Teoyaomiqui, boginię wojowników i śmierci. Od końca XIX wieku większość późniejszych autorów skłaniało się raczej do utożsamienia posągu z boginią Coatlicue, matką Huitzilopochtli, centralnej postaci w mitologii Azteków, swoistego patrona ich państwa. W czasach konkwisty posąg Huitzilopochtli dominował nad południową stroną Templo Mayor.
Identyfikacja posągu z Coatlicue opiera się w dużej mierze na micie genezyjskim Azteków zapisanym w Kodeksie Florentyńskim Bernardina de Sahagún. W ilustracji towarzyszącej opisowi narodzin Huitzilopochtli, który wyskoczył z łona swej matki by bronić jej przed Coyolxauhqui, Coatlicue ubrana jest w spódnicę z węży. Jednakże niektórzy autorzy wskazują, że rozczłonkowanie i dekapitacja przedstawionej na posągu postaci wskazywałyby raczej na Coyolxauhqui, a nie na jej przeciwniczkę. Inna wersja mitu podaje, że to matka Huitzilopochtli została pozbawiona głowy za niesubordynację wobec syna, przy czym jej imię brzmi Coyolxauhcihuatl.
Z tego względu Cecelia Klein uznaje Coatlicue i Coyolxauh za tę samą osobę. Autorka oferuje także alternatywną interpretację posągu: jej zdaniem przedstawia nie samą boginię, a personifikację jej przepaski biodrowej. Wedle Historia de los mexicanos por sus pinturas i Leyenda de los soles, dużo wcześniej niż wypadki towarzyszące narodzinom Huitzilopochtli, Coatlicue (znana pod różnymi imionami w różnych wersjach mitu) była jedną z pierwszych trzech lub pięciu kobiet na Ziemi, które poświęciły swoje życie, by mogło narodzić się Słońce. Po ich śmierci na Ziemi pozostały jedynie ich stroje, które wykorzystywano jako relikwie i personifikacje samych bóstw.
Z kolei Elizabeth Boone na podstawie opisów renowacji Templo Mayor za czasów ostatnich władców azteckich oraz porównań ikonograficznych twierdzi, że trzy lub więcej monumentalnych rzeźb, w tym „Coatlicue” oraz „Yolotlicue”, stanowiły grupę rzeźbiarską przedstawiającą Tzitzimime, niebiańskie istoty, które miały zstąpić z niebios i pożreć Ziemię, gdyby Słońce zgasło.
Jeszcze inni autorzy skłaniają się raczej ku identyfikacji posągu z boginią ziemi Cihuacoatl (Coatlicue była jednym z jej aspektów), jakimś aspektem boga Ziemi Tlaltecuhtli lub też z personifikacją samej Ziemi.